# 細倉鉱山
細倉鉱山（ほそくらこうざん）は宮城県栗原市にあった、鉛、亜鉛、硫化鉄鉱を主に産出した鉱山である。最盛期は岐阜県の神岡鉱山に次ぐ規模の、日本を代表する鉛、亜鉛の鉱山であった。

## 鉱山の位置と概要
細倉鉱山は宮城県西北部の奥羽山脈の山麓にあった、鉛、亜鉛、硫化鉄鉱を主に産出した鉱山である。鉱山は北上川水系迫川（はさまがわ）支流に当たる二迫川（にのはさまがわ）の更に支流となる鉛川沿いの谷を中心として、東西約5キロ、南北約3キロの範囲に広がっていた。
鉱山の名となった｢細倉」は、江戸時代に鉱山の中心を担っていた細倉山神社付近の地名が細倉であったことから名づけられた。地名の由来としては、クラとはアイヌ語で切り立った山のことを指す言葉であり、山深い細倉山神社付近の地形を「細いクラ」と呼び慣わしていたのがいつしか「細倉」となったとの説があり、別の説では山神社の裏山が鞍の形に似ていて、やはり山深い地形から「細い鞍｣と呼んでいたものが｢細倉」となったという。細倉山神社は近代の鉱山中心地であった、現在の細倉マインパークがある付近から約2キロ奥に入った場所にあり、地名の由来からも細倉鉱山が奥羽山脈山麓の山地にあることが伺われる。
細倉鉱山は9世紀に発見されたとの伝承があるが根拠がはっきりせず、文献からは16世紀の後半に発見、採掘が開始されたと考えられている。当初は銀山であったが、17世紀後半から鉛の産出が始まり、停滞した時期もあったが、やがて仙台藩一の鉛の鉱山となった。江戸時代末には細倉鉱山で産出された鉛から、細倉当百という鉱山で使用するための地方貨幣も発行された。
明治以降は細倉鉱山が有望な鉱山であると考えた人々によって鉱山経営が行われるが、水害や火災、そして鉛や銀の市況の低迷などの影響で思うように発展しなかった。1934年（昭和9年）に三菱鉱業が細倉鉱山の経営権を獲得して本格的開発に乗り出し、戦中戦後の混乱はあったが、日本を代表する鉛、亜鉛の鉱山へと成長した。
1970年代以降、円高による競争力の低下やオイルショックなどによる不況の影響で細倉鉱山の経営は困難となり、1987年（昭和62年）2月に閉山となった。その後は鉛鉱石の精錬事業を継続していたが、1994年（平成6年）から自動車の廃バッテリーから鉛を回収する事業を開始し、1996年（平成8年）には鉛鉱石の精錬事業から撤退し、精錬関連では自動車の廃バッテリーからの鉛回収事業に専念することになった。
細倉鉱山は明治以降の日本の近代化に、鉛や亜鉛などの非鉄金属の生産を通して貢献し、また鉱山関連の遺構が比較的良好に遺されていることが評価され、2007年（平成19年）に経済産業省が認定する近代化産業遺産群33に、「東北鉱山」の一つとして認定された。

## 細倉鉱山の地質学的特徴と鉱床
細倉鉱山の鉱床は脈状に鉱石が分布している鉱脈鉱床である。鉱脈は約2000万年前の新第三紀中新世初期に形成された、凝灰岩・安山岩・流紋岩からなるグリーンタフ層の割れ目に発達している。鉱床の形成年代はグリーンタフ層が形成された後の、500 - 1000万年前の新第三紀であると考えられる。
細倉鉱山では鉱床地帯を中心にドーム状の構造が観察され、鉱床は東西約5キロ、南北約3キロ、地表に露頭となっている部分から約500メートルの深さまで分布している。鉱脈は全部で160本以上あり、鉱床が延びている方向は、北西ー南東方向、北東ー南西方向、東ー西方向、北ー南方向の4つの方向に分類されるが、多くの鉱床は北東ー南西方向へ延びており、また東ー西に延びる鉱床は細倉鉱山東部に分布しており、他のタイプよりも鉱脈の規模と鉱石の品位が著しく優れている。160本以上の鉱床が4つに大別される方向に延びているため、全体として見ると細倉鉱山の鉱床は網の目が複雑に絡み合ったような構造をしている。主要な鉱脈は10本あって、鉱脈の幅は最大部分では12メートルから15メートルに及ぶが、平均すると1.3メートルである。最大の鉱脈は総延長2,200メートルに達するが、平均の長さは400メートルである。鉱脈の主要鉱物は方鉛鉱、閃亜鉛鉱、黄鉄鉱であり、銀、銅、ビスマス、カドミウムなども産出した。

## 細倉鉱山の発見
細倉鉱山の発見は9世紀、大同年間ないし貞観年間に遡るとの言い伝えがあるが、文献からは確認出来ず根拠に欠ける。1778年（安永7年）に栗原郡二之迫鶯沢村から仙台藩に提出された「鶯沢村風土記書上写」という文章の中に、16世紀後半の天正年間（1573 - 1592年）に細倉鉱山の採掘が始まったことが記されている。また地元の旧家に残る古文書からも天正年間から慶長年間頃に鉱山開発が始まったと考えられる記述が見られ、16世紀後半の天正年間に細倉鉱山の本格的な採掘が開始されたと考えられている。
1591年（天正19年）、伊達政宗が米沢から岩出山に転封となった。北上山地付近は古くから金の産地として名高く、新領地に入った伊達政宗は金山開発など鉱山開発に力を注ぐことになる。そのような中、細倉鉱山は当初は銀山として採掘が始まったと考えられている。

## 江戸時代の細倉鉱山

### 江戸時代初期の細倉鉱山

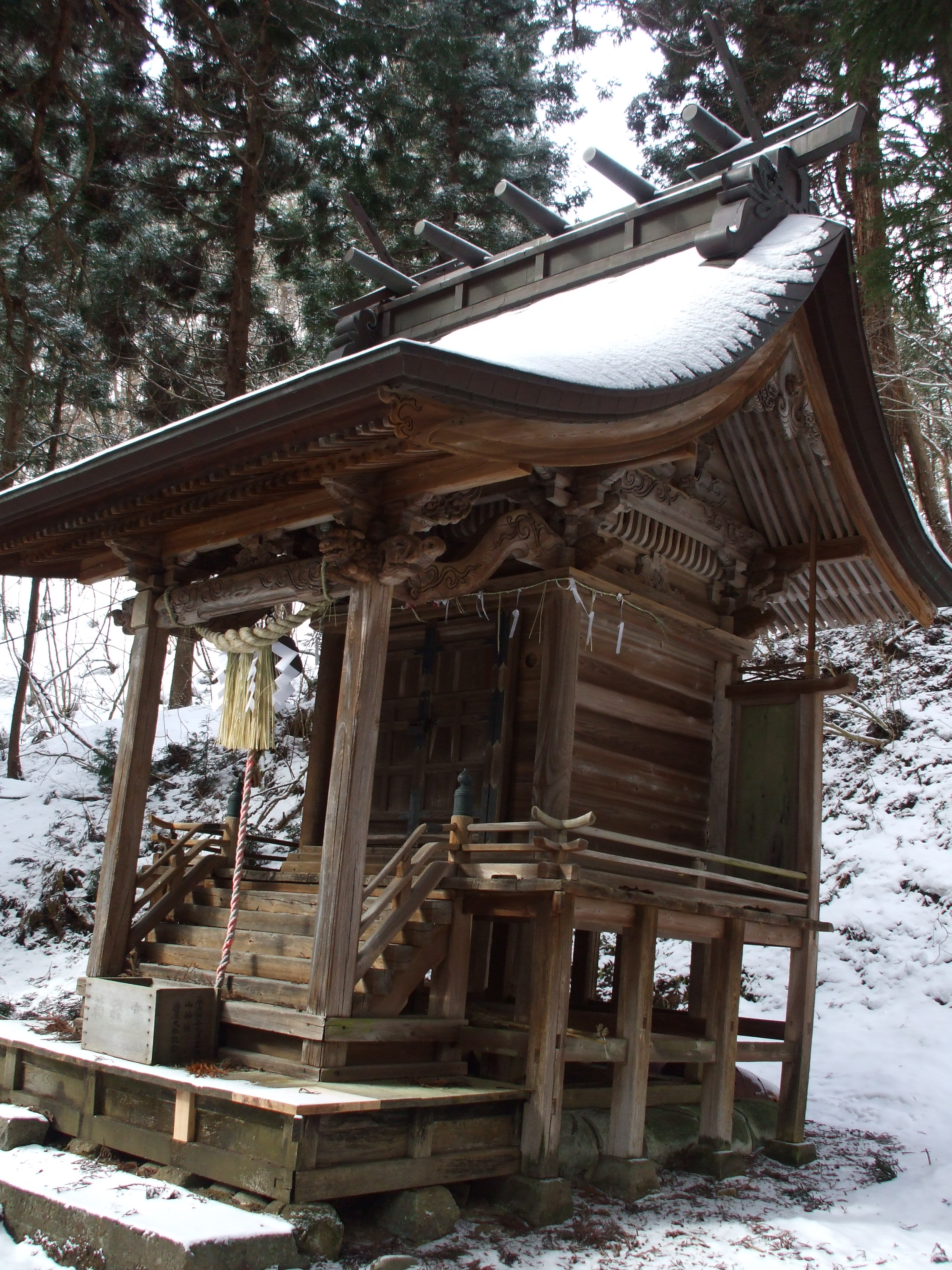
細倉山神社の拝殿。1808年（文化5年）に建立された当時のものである。

17世紀前半から後半にかけて、細倉鉱山は銀山であった。これは仙台藩家老の文書に17世紀前半期、細倉銀山と呼ばれていたことがわかる記述が見られることや、地元の古文書からも少し時代が下って寛文年間に細倉銀山と書かれていることなどから明らかである。仙台藩初代藩主の伊達政宗は鉱山開発に熱心であったが、早くも元和年間には金の生産高は減少に転じ、仙台藩は鉱山経営よりも新田開発による収入増に力を注ぐようになった。17世紀半ばから後半にかけて、細倉鉱山も仙台藩全体の鉱山の低迷と歩調を合わせるかのように低迷していたものと考えられる。
寛文年間に入り、細倉鉱山の北隣にあたる後の大土森鉱山から鉛の生産が始まった。続く延宝年間に入ると細倉鉱山でも鉛の生産が始まったことが明らかになっており、17世紀後半には銀ばかりではなく鉛の生産も始まっていた。元禄年間に入ると細倉鉱山には各地から有力な山師が集まり、新鉱脈の発見がなされ鉱山は栄えるようになった。これは長崎貿易の決済用に金、銀、銅の需要が高まる中、粗銅から金や銀を回収する灰吹法で用いる鉛の需要も高まったことが背景にあると考えられている。しかし17世紀末から18世紀初頭の元禄年間はまだ細倉鉱山では鉛よりも銀が重要視されていたと見られるが、やがて仙台藩内で最も有力な鉛鉱山となっていく。

### 江戸時代中期から後期の細倉鉱山
18世紀の江戸時代中期以降、細倉鉱山は仙台藩内最大の鉛を産出する鉱山となった。18世紀中期の延享年間の古文書では細倉鉱山は他の鉱山と並ぶ形の記述であるが、これが18世紀末の寛政年間の古文書になると細倉鉛山は他の鉱山と別立ての記述となり、28もの鉱脈があるとの記録が残っており、盛んに鉛を採掘していたことが伺われる。そして19世紀前半の文化、文政期になると細倉鉱山は更に発展を見せ、古文書上で紹介されている鉱脈は30を越えた。鉱山が隆盛を見せる中、1808年（文化5年）には祭神として鉱山の守り神とされた大山祇神、金山彦神、金山姫神を祀る細倉山神社が創建された。
江戸時代を通じて細倉鉱山は山師が採掘、精錬を行い、生産された鉛などを仙台藩が定価で買い上げ、仙台藩は買い上げた鉛を市場で販売し利ざやを得ていた。江戸初期から中期にかけては零細な山師たちがそれぞれ採掘、精錬を担っていたが、中期以後、細倉鉱山の鉛の生産力が上がるにつれて零細な山師の淘汰が進み、山師代表ともいうべき惣山師立が採掘、精錬を行う技術者たちを束ねるようになってきた。また惣山師立は仙台藩から鉛を買い付ける商人たちから資金の援助を受け、更に経営規模を拡大していった。、1824年（文政7年）には、鉛の精錬にこれまでの焼吹法から新たな精錬法である生吹法が採用されるようになった。生吹法は精錬時に鉄を加えることによって精錬時に消費する木炭や薪を大幅に減少させることに成功し、鉛の生産量増加に大きく貢献した。また生吹法は鉛の精錬に日本で初めて鉄を使用したもので、技術的に見ても大きな進歩であった。

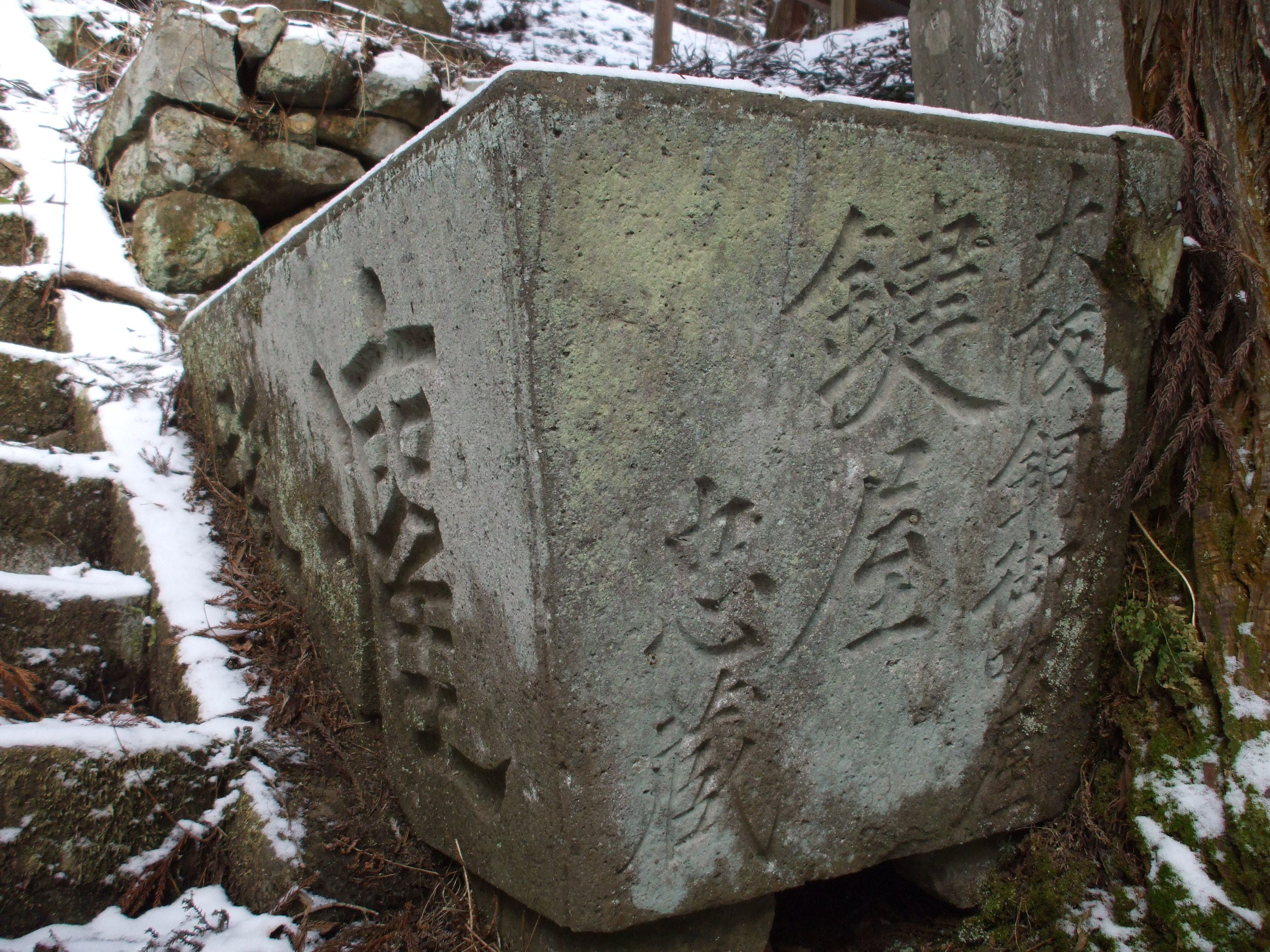
大坂銅吹屋の吹屋から細倉山神社に奉納された水盤。

当時、鉛は屋根瓦、鉄砲玉や白粉など、鉛そのものの需要もあったが、何といっても灰吹法によって粗銅から金や銀を回収するために大量の鉛が必要とされた。これは溶融した粗銅に鉛を加えて、精銅と金銀を含む貴鉛を分離するもので南蛮吹と呼ばれる。細倉山神社の水盤の中には、1816年（文化13年）に大坂銅吹屋の銅精錬業者である吹屋から奉納されたものもあって、細倉鉱山の鉛が大坂銅吹屋で利用されたことが明らかになっている。細倉鉱山で産出された鉛は、仙台に送られるものの他に、藩の廻米を江戸へ輸送する御用船の積荷の一つとして石巻から出荷されており、大坂へは江戸から更に転送されたものと考えられる。
細倉鉱山は奥羽山脈山麓の鉱山であったから、産出された鉛の輸送には多大な労力がかかった。江戸時代においては輸送は人馬の力に頼らざるを得ず、輸送は主に鉱山のある鶯沢村の農民が徴用されていたが、農民たちに支払われる運賃が安いとトラブルになった記録も残っている。また鉱山の経営には精錬用に必要である木炭や薪、生吹法で使用される鉛精錬用の鉄、そして鉱山で働く労働者たちの食料などを入手しなければならなかった。仙台藩では山林は基本的に藩有地になっており、木炭や薪は藩有地である山林から入手できたが、地域の人々もまた山林を利用しており、鉱山が発展して木炭や薪の使用量が増加するにつれて地域住民と鉱山側との対立も発生した。食料については仙台藩が農民から買い上げた余剰米である買米を払い下げたり、藩の協力を仰ぎながら栗原郡内から供出を求めるなどして確保した。生吹法に用いる鉄は、北上山地で生産される砂鉄から精錬された鉄を運び使用したが、そのため鉄の輸送も盛んに行われるようになった。

### 江戸時代末期の細倉鉱山
天保の大飢饉は仙台藩に甚大な被害をもたらし、飢饉による人口の大幅減少は細倉鉱山にも打撃を与えた。飢饉による人口減少が鉱山の衰退を招き、鉱山の衰退は地域経済の低下をもたらし、それが更に地域の衰退を招くといった悪循環が発生した。江戸時代末期の嘉永年間、鶯沢村の農民が細倉鉱山の衰退と鉱毒などのために生活に困窮しているとの記録が残っている。
18世紀半ばの安政年間に入ると、細倉鉱山に活気が戻ってきた。鉱山の再興に力を注いだのは山師の菅原啄治で、菅原は院内鉱山、阿仁鉱山で鉱山技術を習得し、1854年（安政元年）に細倉に居を定めると、技術面そして鉱山経営にも力を発揮し鉱山復興を後押しした。菅原は明治時代に入っても細倉鉱山の発展のために活躍を続けることになる。
菅原の努力で復活を見せるようになった細倉鉱山に、幕末の混乱の波が押し寄せてきた。当時鉛は鉄砲玉に使用される軍需物資でもあったため、幕末の緊張した情勢下、藩の御軍用鉛として細倉鉱山からより多くの鉛の輸送が求められるようになった。このため鉛の輸送を担ってきた鉱山近隣の鶯沢村の農民たちの負担は急増した。あまりの忙しさに田畑の作付けもままならない状況に置かれた鶯沢村の農民たちは、負担の軽減を求めて嘆願し、結局より広域の農民たちにも輸送に携わってもらうことになった。
江戸時代末期、細倉鉱山は採掘場所が35か所あって、うち33か所が採掘所として名がつけられていたため、細倉三十三ヶ山と呼ばれるようになった。これはこれまで細倉鉱山で稼動していた場所を全て数えると35か所あり、33か所には名がつけられていることを意味しており、必ずしも同時期に33か所で採掘が行われていたわけではないが、江戸時代に細倉鉱山が盛んに採掘が行われてきたことを示している。

### 細倉当百について

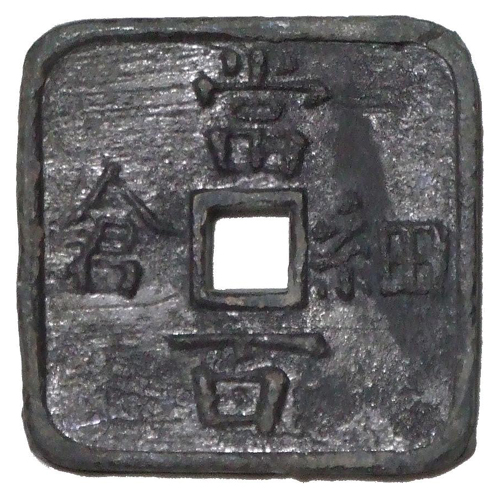
細倉當百

細倉当百は細倉鉱山が一時期の沈滞から脱した後の、江戸時代末期の文久年間に細倉鉱山で精錬された鉛を用いて鉱山内で鋳造され、使用された鉛製の地方貨幣である。形は正方形をしており、中心にはやはり正方形の穴が開いている。一辺は約61ミリ、穴の大きさは一辺約10ミリである。厚さは約5ミリあって、重量は約175グラムとかなり重い貨幣であった。
細倉当百の表面には「細倉當百」と書かれ、裏面には藤原秀衡の花押を模したと伝えられる秀の字の花押と、刻印が押されていた。軟らかい鉛製の貨幣であるため、現在まで残っている細倉当百の多くの刻印は摩滅してしまっているが、数種類の刻印が確認されていることから異なった刻印の細倉当百は発行年度も異なっているものと推定されている。
藤原秀衡のものと伝えられる花押が細倉当百に用いられているのは、奥州藤原氏最盛期であった藤原秀衡の栄華と、奥州藤原氏は北上山地から産出される金によって財力を蓄えていた故事により、いつしか秀衡と鉱山が結び付けられ、鉱山の発展を願い秀衡の「秀」の花押が細倉当百に用いられたものと伝えられている。
古文書から幕末期の細倉鉱山では、細倉当百以外にも紙幣や手形が使用されていたことが明らかになっている。細倉当百は細倉鉱山内での日用品の売買に使用され、通用は鉱山内に限るとされたが、実際には地元の栗原郡のみならず磐井郡内でも流通していたことが確認されており、細倉鉱山から相当広範囲に流通していたことが明らかになっている。これは幕末になって細倉鉱山の生産力が回復していたことを示している。

## 近代の細倉鉱山

### 明治初年から細倉鉱山株式会社まで

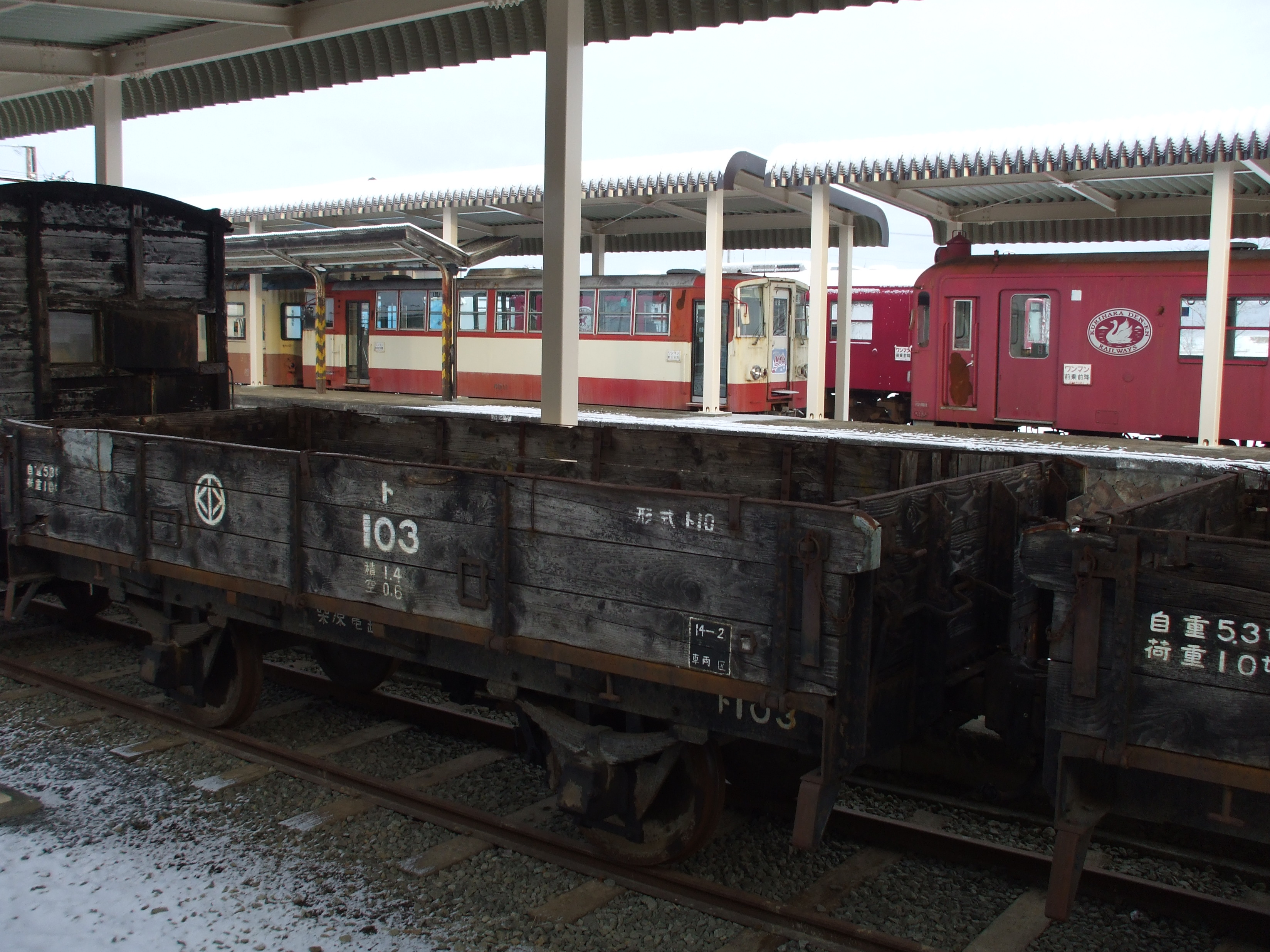
旧若柳駅に保存されている木製無蓋貨車。

明治新政府は、1873年（明治6年）7月に太政官布告で日本坑法を発布して鉱物資源は全て国有であるとしたが、実際の鉱山経営は民間に開放され、形としては国からの請負稼行として鉱山の運営は行われた。これまで細倉鉱山で採掘、精錬に携わっていた山師たちは、明治新政府下でも幕末期と変わらず採掘や精錬に従事していた。その中で幕末期から細倉鉱山の開発に尽力してきた菅原啄治は、坑内の湧水により鉱石の採掘に困難を生じていたため、新政府に嘆願して排水用のポンプ導入のための支援を要請した。しかし菅原の計画は思うようにはかどらず、1871年には引退する。
菅原啄治の後、細倉鉱山の開発に力を注いだのが清水和兵衛であった。清水和兵衛は仙台藩時代の仙台に店を構えていた近江商人の一つであった日野屋の一員であり、滋賀県蒲生郡の生まれであった。清水は幕末期に日野屋の仙台店に責任者として赴任し、最初は衣類や農産物の取引に従事していたが、やがて鉱業に関心を抱き、まず宮城県名取郡での炭鉱開発に乗り出したが失敗し、続いていくつかの鉱山開発を試みるがやはり軌道に乗らなかった。
その頃、清水和兵衛に細倉鉱山の情報が入り、細倉鉱山が有望な鉱山であることを確信した清水は1873年、単独で細倉鉱山の開発と経営に乗り出すこととなった。清水は坑道内の湧水によって有望な鉱脈の開発が妨げられている状況を見て、水抜きのための坑道開鑿を進めたり、東京で資金調達に奔走したり、細倉鉱山の有望性の宣伝に努めるなど、鉱山開発に没頭した。清水の努力の成果もあって、1880年代後半には細倉鉱山は有望な鉱山であるとの認識が広まり、鉱山投資家として著名であった杉本正徳が細倉鉱山に投資を行い、1890年（明治23年）、細倉鉱山会社が設立された。細倉鉱山会社は清水、杉本の他に高田慎蔵、大島道太郎らが株主として名を連ねた。大島道太郎は「日本鉱業界の父」とも呼ばれた大島高任の長男であり、道太郎も青森県の尾太鉱山など東北地方各地の鉱山の設備の改善と更新や、生野鉱山の近代化を手がけており、1889年（明治22年）からは細倉鉱山の坑内設備の近代化、選鉱所、精錬設備に取り組み、その結果細倉鉱山の設備は一新された。そして大島の細倉鉱山近代化に必要な機械類を輸入したのが貿易商の高田慎蔵であった。
このようにようやく細倉鉱山の経営が軌道に乗り始めた矢先、1891年（明治24年）に清水和兵衛は急死した。清水の死後しばらくは鉱山経営は順調に伸びていった。細倉鉱山会社が設立された1890年には、後の東北本線となる日本鉄道会社線が上野駅から一ノ関駅まで延伸された、その結果細倉鉱山からの輸送力が強化され、鉱山経営に追い風となった。1891年には日本坑法が廃止となって鉱業条例が施行され、鉱業経営の自由度が大幅に増した。1893年（明治26年）には商法の改正に伴い細倉鉱山会社は細倉鉱山株式会社となった。そして1895年（明治28年）には鉛の生産高が日本一を記録するなど、鉱山経営は順調に進むかと思われた。

### 高田鉱山時代から共立鉱業株式会社経営時代
1896年（明治29年）後半から細倉鉱山の経営が困難になり始め、1897年（明治30年）には急激な収益低下に見舞われることになった。これはまず鉛の市場価格が下落した上に、物価が高騰し、鉄道建設などによる東北地方一帯の建設ブームにより、鉱山労働者の確保が困難になったことにより労働者の賃金も上昇したため収益率が低下したことが原因であった。そんな状況に追い討ちをかけたのが1897年の金本位制復帰であった。金本位制復帰によって細倉鉱山の主要産物での一つであった銀価格が暴落した。そのような困難な状況の中、1897年7月から9月にかけての長雨と豪雨により細倉鉱山の坑道は水没し、坑道の構築に必要な材木もまた洪水によって流出した。経営に大きな打撃を蒙った細倉鉱山株式会社は、1898年12月、解散に追い込まれた。
1899年（明治32年）4月、細倉鉱山株式会社の大株主の一人であった高田慎蔵は鉱山事業一切を引き取り、その後昭和初年まで細倉鉱山は経営者の名を取った高田鉱山と呼ばれるようになった。高田鉱山の経営は当初比較的順調であったが、1901年（明治34年）に発生した鉛価格の暴落で大きな痛手を蒙り、1902年（明治35年）12月には休山のやむなきに至った。
休山に追い込まれた高田鉱山を救ったのは亜鉛の登場であった。これまで日本では亜鉛の需要が少なく、また精錬方法も未熟であったため、鉛の鉱石である方鉛鉱などとともに大量に採掘されていた亜鉛鉱石の閃亜鉛鉱は使用されることなく捨てられていた。それが1904年（明治37年）から1905年（明治38年）頃から亜鉛の需要が日本国内で高まり始めたため、高田鉱山で捨てられていた閃亜鉛鉱にも注目の目が集まることになった。1909年（明治42年）、高田鉱山は再開して産出した閃亜鉛鉱は輸出されるようになった。
亜鉛の採掘によって息を吹き返した高田鉱山であったが、1914年（大正3年）から始まった第一次世界大戦は亜鉛の需要を急増させ、高田鉱山にとって追い風となった。当時、弾丸の薬莢には純度の高い亜鉛が用いられることが多く、戦争の激化によって世界中で亜鉛の消費量が激増し、これまで日本はイギリスから亜鉛を輸入してきたが、戦争の激化に伴いイギリスは亜鉛の禁輸に踏み切ったため、どうしても日本は亜鉛生産に乗り出さねばならなくなった。1915年（大正4年）12月、高田鉱山の所長であった山本豊次は電気分解によって高品位の亜鉛精錬に成功し、翌1916年（大正5年）から本格的な電気亜鉛の生産を開始した。しかし電気亜鉛の精錬には大電力が必要で、当時の状況では利用可能な電力が不足していたために、近隣の水力発電所から電力の供給を受ける契約を結ぶなどして電気亜鉛の生産に努めた。
第一次世界大戦の終結後の厳しい不況と、戦争終結による亜鉛の需要低下、そして経営者の高田慎蔵が1918年（大正7年）に死去したことが重なり、高田鉱山の経営は困難になっていった。1923年（大正12年）には高田鉱山で大火災が発生して経営の悪化に拍車がかかり、1925年（大正14年）、ついに鉱山は日本興業銀行の抵当物件となってしまった。そして1928年、共立鉱業株式会社に高田鉱山の経営権が移り、同時に鉱山名も高田鉱山からもとの細倉鉱山へと戻された。
共立鉱業は探鉱に力を注ぎ、それから浮遊選鉱法の導入によって鉱石中からの亜鉛の回収率を上げるなどの鉱山設備の改善を行ったが、折からの昭和金融恐慌とそれに続く昭和恐慌のため鉛と亜鉛の市場は低迷し、経営困難が続いた。そのような中、共立鉱業から三菱鉱業へ細倉鉱山を売却する話が持ち上がり、1934年3月、細倉鉱山は三菱鉱業株式会社の傘下に入った。

## 三菱経営下での細倉鉱山

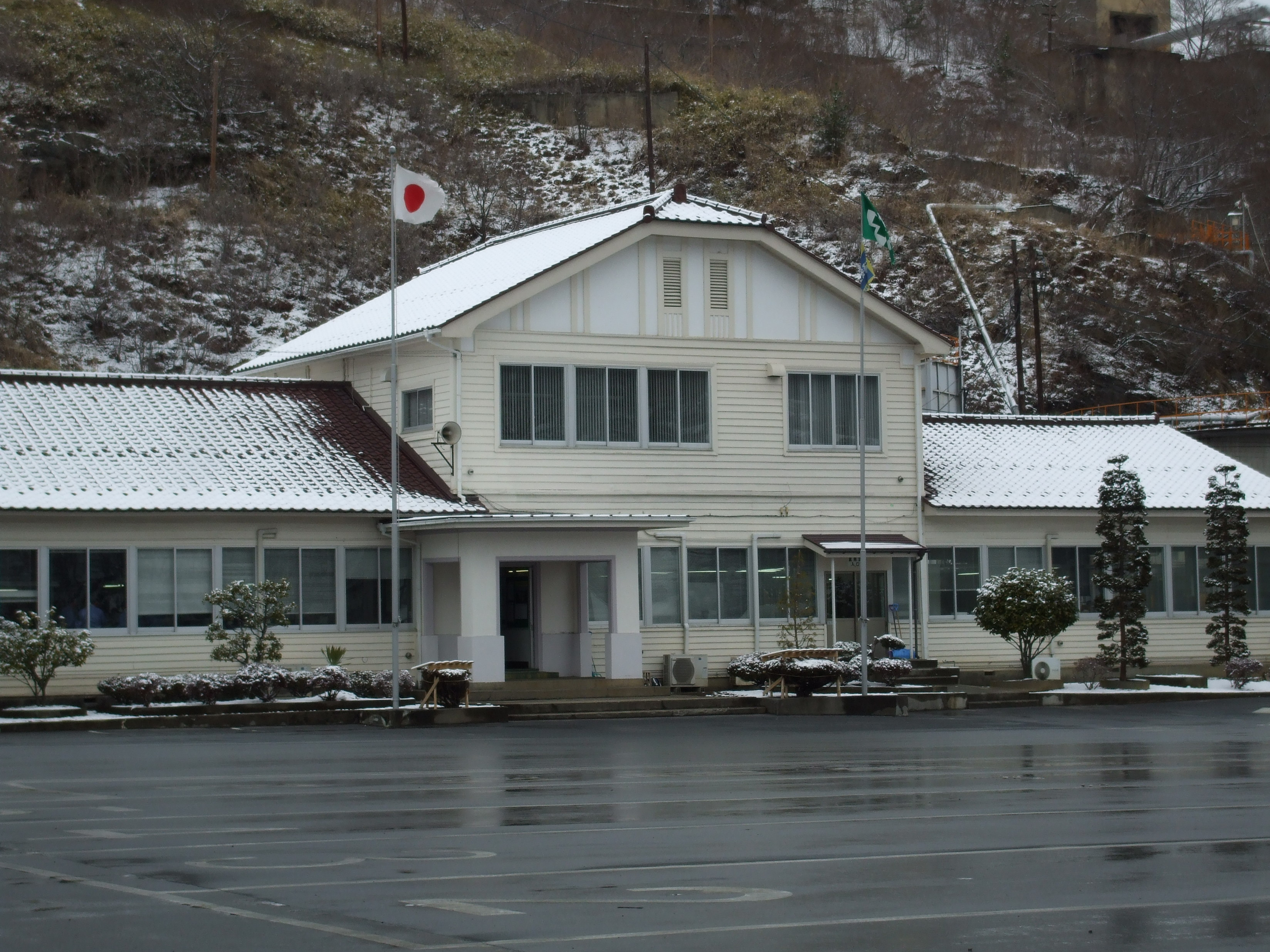
1934年、三菱鉱業が細倉鉱山を買収した年に建設された、現細倉金属鉱業本社。

1934年当時、三菱財閥の総帥であった岩崎小弥太は積極的な事業拡大を行っており、日本内外で盛んに鉱山の買収、開発を進めていた。その中の多くの鉱山は発展が見込まれないことなどから休山となっていったが、細倉鉱山は北海道の下川鉱山などとともに発展性の高さが評価され、大規模な投資がなされることになった。これまで細倉鉱山を開発してきた資本とは比べものにならない大資本である三菱による積極的な投資によって、細倉鉱山は神岡鉱山に次ぐ日本第二位の生産高を挙げる鉛、亜鉛鉱山へと成長した。
三菱鉱業は、まず細倉鉱山の主要部であった感天地区に立坑を開鑿し、続いて選鉱場の改造、精錬設備の改善と拡張を行った。1935年（昭和10年）には浮遊選鉱場の開設、亜鉛精錬工場の新設などを行い、1936年（昭和11年）には硫化鉄鉱の採掘設備を建設し、電気精鉛工場、亜鉛湿式精錬工場を新設するなど、矢継ぎ早に鉱山設備の充実を図った。その結果、1937年（昭和12年）には三菱鉱業買収前の3倍以上となる16万トンを越える粗鉱産出量を記録した。
細倉鉱山には更なる拡張の余地があると判断した三菱鉱業は、1938年（昭和13年）には中央立坑を開鑿し、ビスマス精錬設備を新設、そして、1939年（昭和14年）には鉱山で使用する電力供給のために、一迫川に水路式発電所である川口発電所（現・細倉金属鉱業川口第一発電所）の建設を開始して、1941年（昭和16年）に完成し、更に、1940年（昭和15年）には選鉱所や鉛、亜鉛精錬設備の増設を行うなど設備投資を更に押し進めた。1941年の粗鉱産出量は20万トンを突破し、日本有数の鉛、亜鉛の鉱山へと成長した。
戦前の採掘量のピークは、1943年（昭和18年）で、粗鉱産出量は29万トンを越えた。しかしこれは戦時中に進められた増産体制強化の成果でもあり、この頃から鉱山の労働者の中には応召される者が増えて人員不足が目立つようになり、また物資の不足も深刻になりつつあった。1944年（昭和19年）はほぼ1943年と同レベルの生産を維持したが、人員の不足は深刻で、学徒勤労報国隊や朝鮮人、中国人の労務者、そして連合軍の捕虜などの非熟練労働力を導入しなければならない状態に陥った。1945年（昭和20年）8月10日、米軍の爆撃機の空襲によって選鉱所や精錬所などの鉱山設備が被害を受けたため、鉱山の操業は停止された。その後まもなく終戦を迎えたが、これまで鉱山で働いてきた学徒勤労報国隊や朝鮮人、中国人の労務者、そして連合軍の捕虜らがいなくなった影響で人手不足が深刻化していた。また鉛や亜鉛など非鉄金属の大手需要先であった軍需産業は消滅し、食糧難や物資不足なども顕著で、終戦後まもなくは鉱山の操業は半ばストップした状態が続いた。
終戦直後から細倉鉱山の労働者たちの中で労働組合の結成準備が行われていたが、1946年（昭和21年）1月には細倉鉱山の組合結成について助言を行っていた鈴木文治、佐々木更三らを招いて細倉鉱山労働組合の結成大会が開催された。細倉鉱山労働組合は賃金問題の交渉がこじれたことが原因で、1947年（昭和22年）7月15日から9月17日の63日間、ストライキを行った。また終戦後の混乱はなかなか沈静化せず、食糧事情、資材や燃料の不足、そして電力不足のために鉱山経営の困難は続いた。更に1947年7月には水害に襲われ、翌、1948年（昭和23年）9月にはアイオン台風の大雨によって鉱山は再び大きな被害を受けた。
1947年、危機に瀕していた非鉄金属産業を救済するために国が資金援助や在庫の買い上げを行い、更に補助金に当たる価格差補給金の制度が適用されることになった。その結果ようやく非鉄金属業界は当面の危機を脱したが、1949年（昭和24年）にはドッジラインによって補助金がカットされ、再び非鉄金属産業は深刻な状態に陥り、中小の鉱山では閉山するところが相次いだ。そのような中、細倉鉱山を経営する三菱鉱業は集中排除法に基づき、炭坑部門と鉱山・金属加工部門に分割され、1950年（昭和25年）4月1日、細倉鉱山は新設の太平鉱業株式会社に所属することになった。なお太平鉱業株式会社は、1952年（昭和27年）に三菱金属鉱業株式会社となる。
1950年6月の朝鮮戦争勃発による朝鮮特需によって、非鉄金属の需要が急増して価格も高騰し、これまで経営困難な状況が続いていた非鉄金属業界は一気に復活した。細倉鉱山でも1950年の粗鉱産出量が16万トンを越えるなど生産力が回復し、鉱山の輸送を担う栗原鉄道も同年電化がなされた。1951年（昭和26年）には亜鉛精錬時に排出される亜硫酸ガスから硫酸を製造する工場を建設し、粗鉱産出量も1953年（昭和28年）には20万トンを突破するなど順調に伸び、1955年（昭和30年）にはこれまで762ミリの狭軌であった栗原鉄道の軌道を1,067ミリとする改軌を行い、国鉄との貨物の直通輸送が可能となった。そして鉱山の拡張に伴い再び電力不足が問題となったため、川口第二発電所（現・細倉金属鉱業川口第二発電所）の建設に取り掛かることになった。この川口第二発電所の取水元として選ばれたのが、当時の第3次吉田内閣が進めていた北上特定地域総合開発計画に基づき宮城県が迫川に建設していた多目的ダム・花山ダムである。
その後も細倉鉱山の主産物である鉛と亜鉛の精錬工場の拡張が行われ、採鉱量の増加計画も進められ、1964年（昭和39年）には月産粗鉱産出量5万トン体制となり、月産7万トンを目指して更なる産出量の増加を目指した取り組みが続けられた。1960年代、高度経済成長によって非鉄金属産業は好調な業績を挙げ続けており、細倉鉱山も最盛期を迎え、粗鉱産出量は1967年（昭和42年）に70万トン台、そして1970年（昭和45年）には80万トンを突破した。

## 細倉鉱山の閉山
1970年代に入り、細倉鉱山はこれまでの好調な時代とうって変わって、厳しい状況に置かれるようになった。まず1971年（昭和46年）のニクソンショックによって円高が進み、日本の非鉄金属業界の競争力を奪った。早くもニクソンショックと同じ1971年、細倉鉱山では坑内作業員の業務形態に変更が加えられ、一人の坑内員が採掘、坑内の支柱建設、そして鉱石の運搬を全てこなすといった一種の合理化がなされた。続く1972年（昭和47年）には希望退職者の募集が行われ、細倉鉱山の経営は縮小に転じた。
そのような中、1973年（昭和48年）に第一次オイルショックが発生し、その結果世界的な不況が起こり、非鉄金属の価格は暴落した。国内の非鉄金属の市況も低迷し、その結果、足尾銅山、別子銅山、生野鉱山などの著名な鉱山が閉山に追い込まれた。日本の鉱山にとって厳しい状況下、多くの鉱山を抱える三菱金属は傘下の鉱山を独立経営させる方針を固め、細倉鉱山も1976年（昭和51年）、三菱金属から切り離され、細倉鉱山株式会社が経営を担うことになった。
1978年（昭和53年）には合理化によって180名の退職者と配転者が細倉鉱山を去った。合理化によって何とか鉱山の存続を図っていた細倉鉱山であったが、1985年（昭和60年）のプラザ合意に伴う急速な円高は、国内に残っていた鉱山の競争力を急激に奪っていった。1986年（昭和61年）には国内の16鉱山が閉山し、細倉鉱山も1987年2月、まだ採掘可能な鉱石を残しながら閉山に追い込まれた。

## 鉱害と塵肺問題について

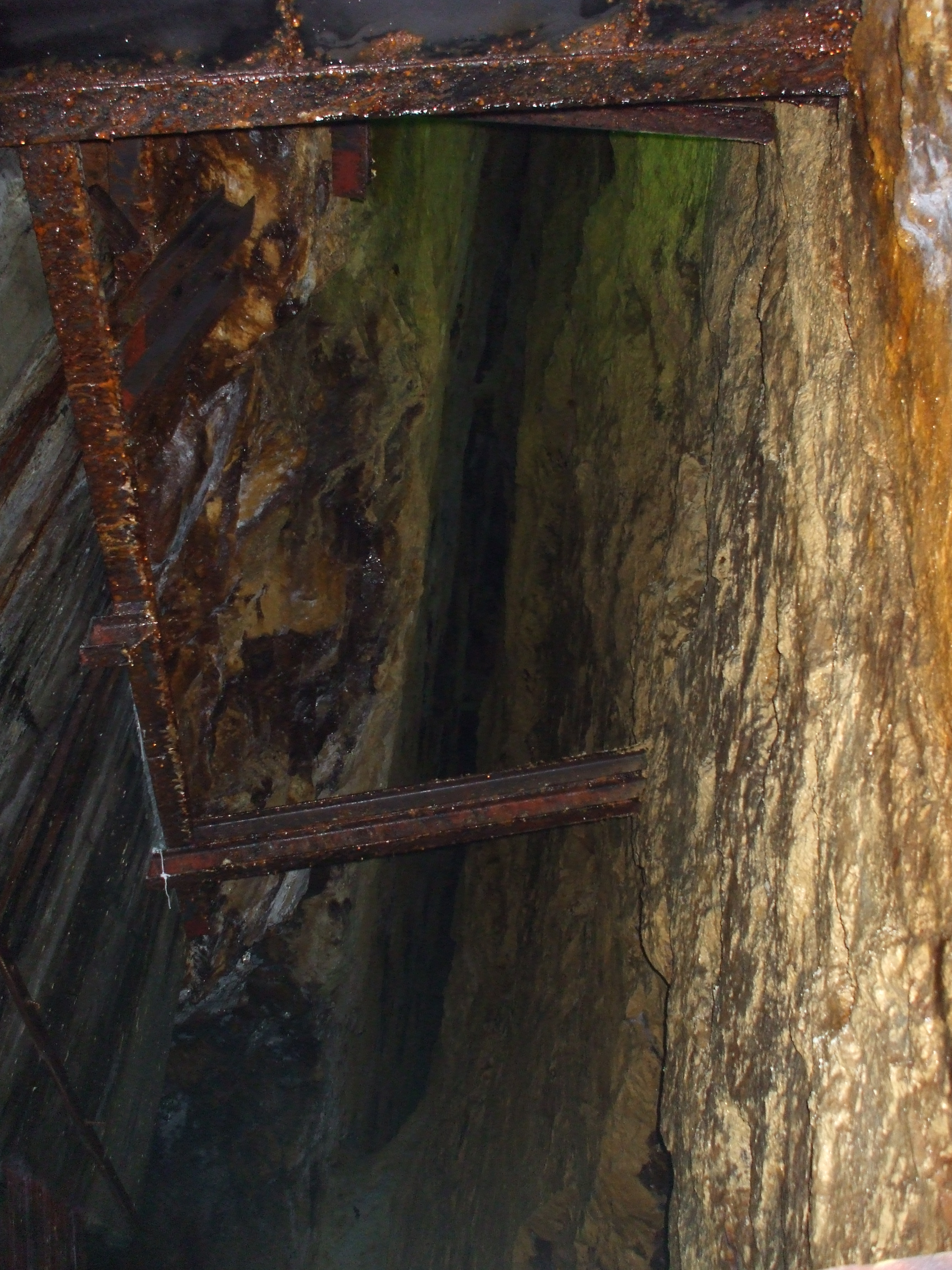
細倉鉱山の鉱脈に沿って鉱石を採掘した跡、細倉マインパーク坑道にて撮影。

細倉鉱山での鉱害発生については、いつ頃から発生していたのかはっきりしないが、鉱害についての関心が高まってきたのは大正時代以降のことであった。大正時代には精錬所の煙害によって栗の木が枯れたり放牧中の馬が草を食べて斃れたなどという被害が発生した。しかし細倉鉱山の存在は地域経済の中核であったこともあり、なかなか公害問題は公にはならなかった。
戦後になって、アイオン台風によって細倉鉱山の北隣にある大土森鉱山の鉱滓処理場のダムが決壊して周辺地域に鉱滓が流れ込み、田畑に大きな被害をもたらした事件以降、鉱害に対して地元住民らから抗議の声があがるようになった。1960年代後半になると、鉛、亜鉛の大鉱山である神岡鉱山でのイタイイタイ病問題がクローズアップされていく中、神岡鉱山に次ぐ規模の鉛、亜鉛の鉱山であった細倉鉱山でもイタイイタイ病の原因物質とされるカドミウム汚染についての関心が高まり、汚染状況についての調査が行われることになった。
1969年（昭和44年）に発表された調査結果によれば、水田や川泥から高濃度のカドミウムと亜鉛が検出されたが、イネの汚染状況は比較的軽度で、また地域住民の健康被害も確認されなかった。調査結果をふまえて農業用水の取水場を鉱害のない二迫川に設けることになり、細倉鉱山も鉱排水処理設備の改善と増強に取り組み、また精錬所からの排煙対策も強化した。そして鉱害に汚染された田畑に対しては細倉鉱山側が補償を行った。
1987年の細倉鉱山閉山後、鉱山で働いていた労働者たちの健康を蝕んでいた塵肺の問題が表面化した。粉塵が舞う坑内で労働を続けていた細倉鉱山の多くの労働者たちは塵肺に罹患していた。塵肺患者らは1992年（平成4年）、細倉鉱山株式会社の親会社である三菱マテリアル相手に仙台地方裁判所に損害賠償請求の訴訟を起こし、1996年（平成8年）3月には原告全面勝訴の判決が下った。三菱マテリアル側は仙台高裁に控訴したが、1996年10月15日、高裁の和解勧告を受け入れ、三菱マテリアルは鉱山労働者の塵肺被害を防止できなかったことの社会的責任を認めた。

## 栗原電鉄について

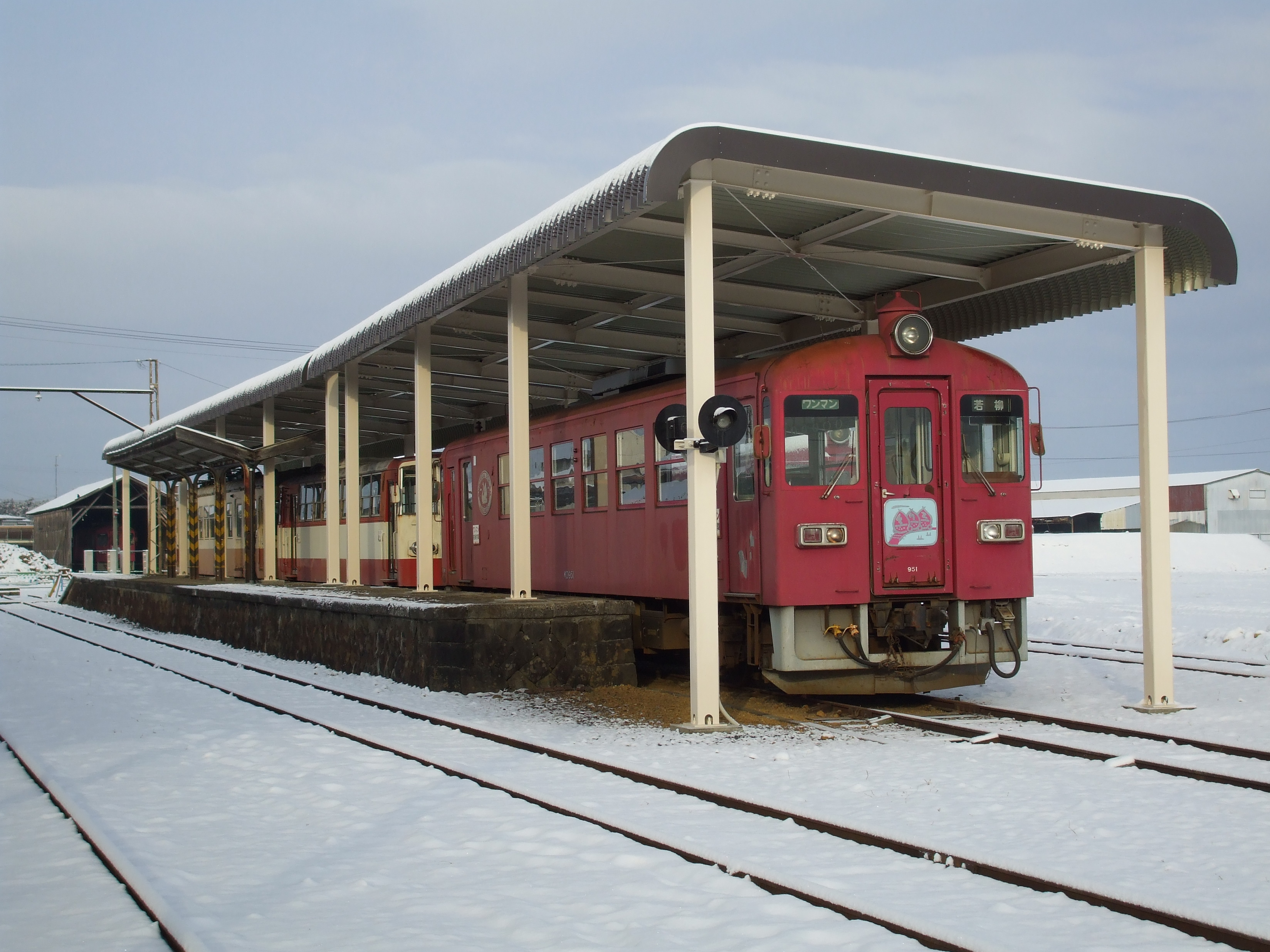
旧若柳駅で保存されている車両。

栗原電鉄は1898年、石越から馬車軌道で鉱山の物資を輸送するようになったのが始まりである。当時、宮城県北部地方は道路事情が悪く、交通事情改善のために鉱山の物資輸送をしていた馬車軌道で、一般の貨客の輸送も出来ないだろうかとの声が高まったことが鉄道建設のきっかけとなった。
1918年、栗原軌道株式会社が設立された。当初は馬車鉄道を建設する計画であったが、1919年（大正8年）には蒸気機関車を用いた鉄道に計画を変更し、1921年（大正10年）に石越-沢辺間の8.8キロで営業運転を開始した。なお軌道は762ミリの狭軌であった。1922年（大正11年）には沢辺-岩ヶ崎（後の栗駒駅）間の7.8キロが開業したが、旅客収入だけでは経営困難な中、期待していた鉱山関連の貨物輸送は、1923年に発生した鉱山の大火災によりほぼ途絶え、鉱山再開後もトラック輸送が中心となり、厳しい経営が続いた。
栗原軌道株式会社を救ったのが、1934年に三菱鉱業に経営権が移って以降の細倉鉱山の発展であった。鉱山の発展は貨物輸送の増大を招き、すぐにトラック輸送では間に合わなくなり、栗原軌道が貨物輸送の大動脈となった。また鉱山の発展によって、鉱山で働く労働者たちの通勤用の足としての旅客輸送も急増し、1942年には細倉まで延伸され、石越-細倉間の26.6キロが全通した。なお、1941年には会社名が栗原軌道から栗原鉄道に変更になった。
戦後、1947年のキャサリン台風と1948年のアイオン台風によって大きな被害を受けたが、細倉鉱山の貨物輸送の需要が高い栗原鉄道は水害から復旧をした。1950年に電化がなされ、1955年には軌間が762ミリから1,067ミリへと改軌された。改軌によって国鉄との貨物直通運転が可能になり、輸送力は大きく高まった。そして改軌が行われた1955年には会社名が栗原電鉄となった。改軌後の1950年代後半から1960年代後半頃、栗原電鉄はその最盛期を迎えた。
1968年（昭和43年）頃から栗原電鉄の利用が減少し始める。これは過疎化の進行により沿線の人口が減少してきたのに加えて、自家用車の普及が進んだことによって鉄道の利用者が減少したことが原因である。そして1971年のニクソンドルショック、それに続く1973年の第一次オイルショックによって細倉鉱山の生産量が減少したのに伴い、貨物輸送も落ち込んだ。細倉鉱山をめぐる情勢は悪化の一途を辿り、1987年には閉山となった。閉山直後に栗原電鉄の貨物扱いが終了し、1993年（平成5年）には第三セクターに経営が移管され、1995年（平成7年）にはくりはら田園鉄道と会社名を改め、これまでの電車運行から気動車運行とし、経営努力を続けたが収入は伸び悩み、2007年廃止となった。

## 閉山後の細倉鉱山

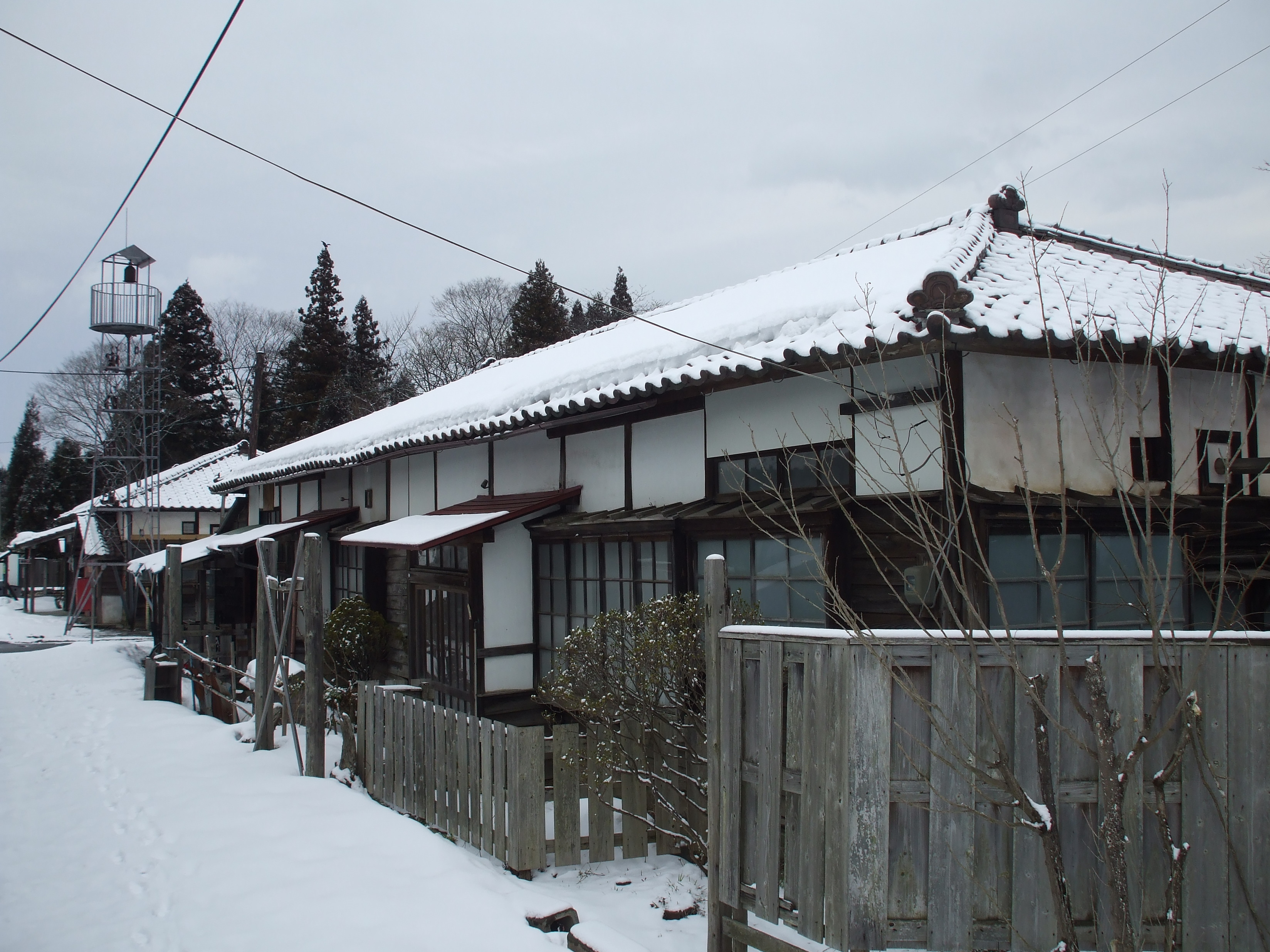
映画、『東京タワー 〜オカンとボクと、時々、オトン〜』のロケに使用された、細倉鉱山旧佐野住宅。

1987年の細倉鉱山閉山後、細倉鉱山は鉛鉱石の精錬事業については継続した。1994年からは自動車の廃バッテリーから鉛を回収する事業を開始し、1996年には鉛鉱石の精錬事業から撤退し、精錬関連では自動車の廃バッテリーからの鉛回収事業に専念することになった。現在、細倉鉱山株式会社の後身である細倉金属鉱業株式会社では、自動車廃バッテリーからの鉛回収の他に、廃鉱となった細倉鉱山から排出される坑排水の処理事業、川口第一発電所や川口第二発電所の発電事業、そして水道事業を行っている。
細倉鉱山があった鶯沢町は、鉱山の発展とともに発展し、最も人口が多かった1957年（昭和32年）には約13500人の人口があったが、鉱山の衰退と閉山に伴い人口は大幅に減少し、2005年（平成17年）の栗原市誕生直前には約3000人にまで落ち込んだ。
細倉鉱山では閉山前の1981年（昭和56年）に鉱山資料館が開設され、資料や機械設備などの保存が図られていたこともあって、鉱山関連の資料や設備の保存状況が良く、また鉱山そのものの遺構も比較的良く保存されている。2007年には細倉鉱山は非鉄金属の一大供給源として明治以降の日本の近代化に貢献したことを評価して、小坂鉱山、尾去沢鉱山などとともに、経済産業省が認定する近代化産業遺産群33の「東北鉱山」の一つとして認定された。
また、細倉鉱山で働いていた人々が居住していた「佐野住宅」は保存状態が良好であり、2007年に日本アカデミー賞を受賞した映画、『東京タワー 〜オカンとボクと、時々、オトン〜』のロケ地となった。